# Austrophorocera coccyx
Austrophorocera coccyx là một loài ruồi trong họ Tachinidae.